# Voivodato di Danzica
Il voivodato di Danzica è stato un'unità di divisione amministrativa e di governo locale della Polonia che è esistito in diversi periodi della storia polacca.

## 1945-1975
Il voivodato di Danzica fu creato per la prima volta nel 1945 e sopravvisse fino al 1975, quando fu sostituito dai Voivodati di Danzica, Elbląg e Słupsk (zona di Lębork). La capitale era Danzica.

### Lista di distretti e capoluoghi
- Danzica, Miasto Gdańsk
- Gdynia, Miasto Gdynia
- Distretto di Elbląg, powiat elbląski, Elbląg
- Distretto di Danzica, powiat gdański, Danzica
- Distretto di Kartuzy powiat kartuski, Kartuzy
- Distretto di Kościerzyna, powiat kościerzyński, Kościerzyna
- Distretto di Kwidzyn, powiat kwidzyński, Kwidzyn
- Distretto di Lębork, powiat lęborski, Lębork
- Distretto di Malbork, powiat malborski, Malbork
- Distretto del mare, powiat morski, Puck
- Distretto di Starogard, powiat starogardzki, Starogard
- Distretto di Sztum, powiat sztumski, Sztum
- Distretto di Tczew, powiat tczewski, Tczew

### Nuovi distretti stabiliti dal 1946 al 1975
- Sopot, miasto Sopot, prima parte del distretto di Danzica
- Elbląg, miasto Elbląg, prima parte del distretto di Elbląg
- Distretto di Puck, powiat puck, Puck, prima parte del distretto del mare
- Distretto di Wejherowo, powiat wejherowski, Wejherowo, prima parte del distretto del mare
- Distretto di Nowy Dwór Gdański, powiat nowodworski, Nowy Dwór Gdański, prima parte del distretto di Danzica

### 1975-1998
Il voivodato di Danzica, con estensione inferiore al precedente, fu ancora un'unità di divisione amministrativa e governo locale dal 1975 al 1998. Nel 1999 è stato sostituito dal voivodato della Pomerania. La capitale era Danzica.

### Dati del 1º gennaio 1992
- Area: 7400 km²
- Popolazione: 1 431 600 abitanti
- Densità di popolazione: 194 abitanti/km²
- Divisione amministrativa: 47 comuni
- Numero di città: 20

### Principali città (popolazione nel 1995)
- Danzica (462.800);
- Gdynia (251.400);
- Tczew (60.600);
- Starogard Gdański (50.600);
- Wejherowo (47.300);
- Sopot (43.700);
- Rumia (40.000);
- Kościerzyna (23.100);
- Pruszcz Gdański (21.200),